# Wereldkampioenschap voetbal 2010 groep B
De wedstrijden in Groep B van het Wereldkampioenschap voetbal 2010 zullen worden gespeeld van 12 juni 2010 tot en met 22 juni 2010. De groep bestaat uit Argentinië, Zuid-Korea, Nigeria, en Griekenland.
In de FIFA-wereldranglijst van voor het WK 2010 stond Argentinië op de 7e plaats, Griekenland op de 13e plaats, Nigeria op de 21e plaats en Zuid-Korea op de 57e plaats.
De winnaar van groep B, Argentinië, speelt tegen de nummer 2 van Groep A, Mexico. De nummer 2 van groep B, Zuid-Korea, speelt tegen de winnaar van groep A, Uruguay.

## Eindstand
| Land        | Win | Gel | Ver | DV | DT | +/- | Pnt |
| ----------- | --- | --- | --- | -- | -- | --- | --- |
| Argentinië  | 3   | 0   | 0   | 7  | 1  | 6   | 9   |
| Zuid-Korea  | 1   | 1   | 1   | 5  | 6  | -1  | 4   |
| Griekenland | 1   | 0   | 2   | 2  | 5  | -3  | 3   |
| Nigeria     | 0   | 1   | 2   | 3  | 5  | -2  | 1   |

|                    |                                  |                  |             |                                                                                                |
| 12 juni 2010 13:30 | Zuid-Korea                       | 2 - 0            | Griekenland | Nelson Mandelabaai Stadion, Port Elizabeth Toeschouwers: 31.513 Scheidsrechter: Michael Hester |
| 12 juni 2010 13:30 | Lee Jung-Soo 7' Park Ji-Sung 52' | Wedstrijdverslag |             | Nelson Mandelabaai Stadion, Port Elizabeth Toeschouwers: 31.513 Scheidsrechter: Michael Hester |

|                    |            |                  |         |                                                                             |
| 12 juni 2010 16:00 | Argentinië | 1 - 0            | Nigeria | Ellispark, Johannesburg Toeschouwers: 55.686 Scheidsrechter: Wolfgang Stark |
| 12 juni 2010 16:00 | Heinze 6'  | Wedstrijdverslag |         | Ellispark, Johannesburg Toeschouwers: 55.686 Scheidsrechter: Wolfgang Stark |

|                    |                                                 |       |                      | |
| 17 juni 2010 13:30 | Argentinië                                      | 4 - 1 | Zuid-Korea           | Soccer City, Johannesburg Toeschouwers: 82.174 Scheidsrechter: Frank De Bleeckere report=Wedstrijdverslag |
| 17 juni 2010 13:30 | Park Chu-Young 16' (e.d.) Higuaín 33', 76', 80' |       | 45+1' Lee Chung-Yong | Soccer City, Johannesburg Toeschouwers: 82.174 Scheidsrechter: Frank De Bleeckere report=Wedstrijdverslag |

|                    |                              |                  |          |                                                                               |
| 17 juni 2010 16:00 | Griekenland                  | 2 - 1            | Nigeria  | Vrystaatstadion, Bloemfontein Toeschouwers: 31.593 Scheidsrechter: Óscar Ruiz |
| 17 juni 2010 16:00 | Salpigidis 44' Torosidis 71' | Wedstrijdverslag | 16' Uche | Vrystaatstadion, Bloemfontein Toeschouwers: 31.593 Scheidsrechter: Óscar Ruiz |

|                    |             |                  |                            |                                                                                      |
| 22 juni 2010 20:30 | Griekenland | 0 - 2            | Argentinië                 | Peter Mokaba Stadion, Polokwane Toeschouwers: 38.891 Scheidsrechter: Ravshan Irmatov |
| 22 juni 2010 20:30 |             | Wedstrijdverslag | 77' Demichelis 89' Palermo | Peter Mokaba Stadion, Polokwane Toeschouwers: 38.891 Scheidsrechter: Ravshan Irmatov |

|                    |                            |                  |                                     |                                                                                         |
| 22 juni 2010 20:30 | Nigeria                    | 2 - 2            | Zuid-Korea                          | Moses Mabhida Stadium, Durban Toeschouwers: 61.874 Scheidsrechter: Olegário Benquerença |
| 22 juni 2010 20:30 | Uche 12' Yakubu 69' (pen.) | Wedstrijdverslag | 38' Lee Jung-Soo 49' Park Chu-Young | Moses Mabhida Stadium, Durban Toeschouwers: 61.874 Scheidsrechter: Olegário Benquerença |